# Reovirová artritida drůbeže

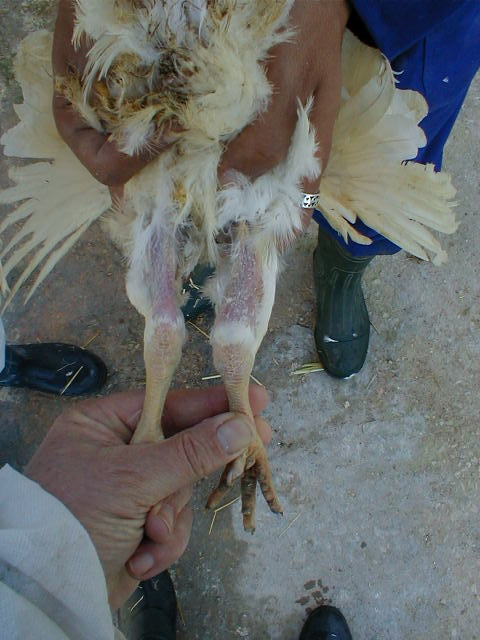
postižená drůbež

Reovirová artritida je nakažlivé, celosvětově rozšířené virové onemocnění hrabavé drůbeže, postihující kloubní synoviální blánu, šlachy, šlachové pochvy a stěnu srdeční (myokard). Představuje závažný ekonomický problém zejména u výkrmových kuřat, a to pro zvýšenou mortalitu, nedostatečné využití krmiva, nižší hmotnost a zvýšený počet konfiskací na porážce.
Onemocnění poprvé popsali Olson et al. v roce 1957 v USA.  Z kloubů postižených kuřat byl izolován virus, později identifikovaný jako reovirus. Onemocnění bylo postupně diagnostikováno také ve Velké Británii, Anglii, Itálii , Nizozemí a v mnoha dalších zemích, včetně České republiky. U krůťat popsali reovirovou artritidu Page et al. v roce 1982.

## Příčina onemocnění (etiologie)
Původcem onemocnění je ptačí orthoreovirus z rodu Reovirus a z čeledě Reoviridae. Při popisu prvních případů reovirové artritidy byly u postižených kuřat kromě reovirů také izolovány adenoviry, Staphylococcus aureus a Mycoplasma synoviae. V pokusech in vivo se ale nepodařilo s tímto izolovaným adenovirem vyvolat klinické příznaky artritidy ani prokázat synergický vliv smíšené infekce adenovirů a reovirů na vznik a průběh onemocnění. V současnosti jsou ojedinělé izolace adenovirů z kloubů a šlach postižených ptáků považovány za kontaminace. Odlišná je situace v případě společné infekce reovirů a M. synoviae, kdy průběh onemocnění je těžší a ztráty vyšší. Podobný synergický vliv byl zjištěn i při společné infekci reovirů a kokcidií, kdy i méně patogenní kmeny reovirů byly schopny vyvolávat těžké příznaky artritidy u většího počtu infikovaných kuřat.

### Charakterizace viru
Viriony aviárních orthoreovirů jsou sférické partikule o průměrné velikosti 60-80 nm, s dvouvrstevnou proteinovou kapsidou bez lipoproteinového obalu. Vnitřní elektronopticky hustou dřeň o průměru asi 45 nm tvoří RNA(-). Kapsida má kubickou symetrii ve tvaru dvacetistěnu (ikosaedr) a skládá se z 92 dutých kapsomer.
Fyzikální a chemické vlastnosti. Genom reovirů je složen z 10 segmentů dvouvláknové, lineárně uspořádané RNA. Gradient hustoty v CsCl se u aviárních reovirů pohybuje mezi 1,37 - 1,38 g/ml. 
Významnou vlastností reovirů je jeho odolnost vůči teplotě (termostabilita). Ve žloutku kuřecích embryí přežívají ptačí reoviry teplotu 56 °C po 22-24 hodin, při teplotě 22 °C po 48-51 týdnů a při teplotě 4 °C po 3 roky. Přítomnost hořečnatých iontů zvyšuje termostabilitu viru i jeho infekčnost.
Vzhledem k nepřítomnosti lipoproteinového obalu jsou ptačí reoviry rezistentní na tuková rozpouštědla; stabilní jsou při pH 3. Jsou ale kompletně inaktivovány 100% i 70% etanolem za 24 hodin, jodovou tinkturou za 30 minut při laboratorní teplotě a 0,5% roztoky organického jodu.
Replikační cyklus. Rozmnožování reovirů probíhá v cytoplasmě infikovaných buněk. Po adsorpci na buněčnou membránu vnímavých buněk penetrují viriony dovnitř buňky a ukládají se ve fagocytárních vakuolách, které putují k lysozomům. Zde působením proteolytických enzymů dochází k hydrolýze bílkovin kapsidy a rozložení virionu na virové subjednotky. Protože virová RNA není funkční, je potřebná mRNA syntetizována pomocí enzymu RNA-transkriptázy, přítomné ve virionech. Po syntéze virového genomu, tvorbě nových strukturálních bílkovin (6-10 polypeptidů) viru a sestavení vnější vrstvy kapsidy se viriony uvolňují z buněk lýzou. Nově syntetizované viriony se shromažďují a vytvářejí krystalické agregáty v cytoplasmě hostitelské buňky.
 Hemaglutinace a hemadsorpce. Na rozdíl od savčích nevykazují ptačí reoviry hemadsorpční ani hemaglutinační aktivitu proti erytrocytům kura domácího, husy, kachny, krůty, králíka, člověka typu 0, skotu, ovce, prasete, myši a morčete.
Antigenní vlastnosti. Ptačí reoviry se antigenně liší od savčích reovirů, včetně humánních. Obsahují skupinově specifický antigen prokazatelný imunodifuzí a imunofluorescencí. Podle typově specifických antigenů a rozsáhlých studií mnoha izolátů pomocí křížových neutralizačních testů bylo doposud rozlišeno 11 sérotypů ptačích reovirů. V přírodě pravděpodobně existuje více antigenně se lišících kmenů reovirů. Nelze ani vyloučit možnost genetických rekombinací v důsledku segmentovaného genomu, které se mohou fenotypicky projevovat antigenní mixáží.
Patogenita. Vztah reovirů ke vzniku onemocnění ptáků není plně objasněn. Reoviry byly izolovány jak od zdravé, tak i od nemocné drůbeže s různými klinickými symptomy i nálezy. Kromě nejčastějších nálezů u kuřat s artritidou, byly identifikovány jako možné příčinné agens při zakrslosti drůbeže, perikarditidě, myokarditidě, hydroperikardu, enteritidách, hepatitidě, atrofii thymu a Fabriciovy burzy, osteoporóze, akutních i chronických respiračních potížích. Existují kmeny nepatogenní i patogenní, lišící se virulencí. Patogenita aviárních reovirů pro drůbež je ovlivňována jejich virulencí, způsobem inokulace a dávkou viru, věkem, druhem, plemenem a imunitním stavem zvířat a sekundárními infekcemi, a možná ještě dalšími, dosud blíže neidentifikovanými faktory. Patogenita určitých kmenů reovirů bývá zvýšena současnou infekcí kokcidiemi E. tenella nebo E. maxima. Reovirusy mohou také exacerbovat jiné infekce, např. infekční anémii kuřat, infekce E. coli a Newcastleskou nemoc.

### Laboratorní systémy
Ptačí reoviry se dobře pomnožují v inkubovaných slepičích vejcích. Rostou také na buněčných kulturách připravených z fibroblastů, plic, ledvin a jater kuřecích embryí. Replikují se také v buněčných kulturách připravených z makrofágů kostní dřeně i krve. Z mnoha ustanovených buněčných linií jsou pro pomnožení ptačích reovirů vhodné Vero buňky a ledviny novorozených křečků (BHK 21/13). Identifikace viru se provádí sérologicky, k dispozici jsou i komerční testy ELISA.

## Vznik a šíření nemoci (epizootologie)

### Přirozený a experimentální hostitel
Ptačí reoviry jsou v přírodě všeobecně rozšířené; přirozené infekce se vyskytují u mnoha druhů ptáků, včetně domácí drůbeže. Reovirová artritida však byla popsána pouze u kura domácího a krůt.

### Přenos
K přenosu infekce v přirozených podmínkách dochází nejčastěji horizontálně přímým kontaktem s infikovanými jedinci nebo nepřímo z prostředí kontaminovaného infekčním trusem. Existuje i krátkodobý vertikální způsob přenosu infekce z nosnic na potomstvo; jeho frekvence je však malá (1,7 %). Vysoké dávky reoviru v násadových a inkubovaných vejcích zabíjejí embryo, kdežto malé dávky umožňují líhnutí klinicky nepostižených kuřat, která onemocní teprve po pomnožení viru v těle hostitele. Při vysoké nakažlivosti (kontagiozitě) ptačích reovirů stačí jedno infikované kuře nebo krůtě promořit líhně či celé hejno ve velmi krátké době. Z dalších možných způsobů vertikálního šíření infekce je prostup (penetrace) viru přes skořápku vejce ve vejcovodu anebo v kloace. Reoviry byly také prokázány jako kontaminanta vakcíny proti Markově nemoci.

### Patogeneze
Vznik a vývoj nemoci je ovlivňována věkem a plemenem kuřat a virulencí patogenních kmenů viru. Nejvnímavější jsou 1denní kuřata. Čím mladší kuřata jsou infikována, tím je průběh onemocnění těžší a tím déle reovirus přežívá ve tkáních kloubů. U kuřat masného typu je vyšší vnímavost k onemocnění než u kuřat nosného typu. Méně virulentní kmeny způsobují pouze subklinické infekce, doprovázené tvorbou humorálních protilátek (sérokonverze) a mikroskopickými změnami v synoviální bláně šlachových pochev a kloubů, kdežto silně virulentní kmeny mohou zabíjet vnímavá kuřata během 2-6 dnů po infekci za příznaků nekrotické hepatitidy.
Po přirozené infekci orální (přes dutinu zobákovou) nebo respirační cestou se ptačí reoviry pomnožují v játrech, kde dochází ke krátkodobé virémii a následnému rozšíření viru do mnoha dalších orgánů a tkání. Virus se často lokalizuje ve tkáni kloubů, kde může dlouhodobě přežívat (perzistovat) i za přítomnosti cirkulujících protilátek. Virus se vylučuje z organismu trusem asi po dobu 3-4 týdnů po infekci. Působením stresových faktorů může dojít i u starších věkových kategorií drůbeže, jako jsou rozmnožovací chovy masného typu a užitkové chovy nosnic, k novém vzplanutí doposud skryté infekce a klinickým projevům artritidy.

## Projevy nemoci (symptomatologie)
Inkubační doba po přirozené infekci závisí na věku vnímavé drůbeže a virulenci viru. Obvykle se pohybuje kolem 2-7 týdnů, někdy i déle. 

### Klinika
Vznik onemocnění je pomalý, průběh většinou chronický; časté jsou subklinické infekce. Klinicky zjevné onemocnění pohybového aparátu se objevuje nejčastější u brojlerů ve věku 4-7 týdnů a u krůt ve věku 5-8 týdnů. Kuřata i krůťata se nerada pohybují, posedávají, při vynuceném pohybu kulhají, nadlehčují postiženou končetinu nebo se pohybují po oteklých a deformovaných hleznových kloubech. Jejich výživný stav je dobrý, ale zaostávají v růstu. U starších chovných kohoutů je někdy pozorována ruptura šlachy dvouhlavého lýtkového svalu (m. gastrocnemius), což se projevuje kolébavým krokem, nepohyblivostí (ankylózou) kloubu i končetiny a někdy i rupturou šlach ohybačů a natahovačů prstů.
Průběh a závažnost virové artritidy závisí na věku a imunitním stavu hostitele, virulenci viru a způsobu infekce, dále také na podmínkách odchovu a existenci komplikujících faktorů, jako jsou např. bakteriální kontaminace, infekce Mycoplasma synoviae nebo kokcidióza; nemocnost se může pohybovat od 1 až do 90 %. Mortalita bývá obvykle nízká, asi kolem 5 %. Subklinické infekce se často zjišťují až zpětně, po nálezu zduřelých kloubů a šlach na porážce. 

### Patologie
Při akutním průběhu onemocnění se zjišťuje zánětlivý edém a zduření šlach digitálního flexoru a metatarzálního extenzoru. Hleznový kloub obsahuje větší množství tekutiny a krváceniny v synoviální bláně. Chronický typ změn se projevuje fibrinózním zánětem a adhezí šlachových pochev, jejich zatvrdnutím a posléze fibrózou, kalcifikací a rupturou šlach. Na kloubní chrupavce se objevují různě velké eroze, které mohou přecházet i na kostní tkáň. Dále se mohou zjišťovat ložiskové nekrózy v játrech a slezině, perikarditida a nefritida. U 1-7denních kuřat se zjišťuje zánět jater, myokardu a sleziny.

### Imunita
Z nemoci uzdravená (rekonvalescentní) drůbež vytváří aktivní humorální protilátky. Sérotypově specifické protilátky jsou prokazatelné neutralizačním testem za 7-10 dnů po infekci, skupinově specifické protilátky pak precipitací v agaru za 2 týdny po infekci. Neutralizační protilátky přetrvávají déle než precipitační protilátky. Imunní nosnice přenášejí protilátky vertikálně (vejcem) na potomstvo, které je tak částečně chráněno v prvních dnech života před infekcí. Chráněnost poskytovaná aktivními protilátkami je relativní, protože drůbež může být reinfikována i za přítomnosti protilátek. Stupeň protekce závisí na homologii sérotypu, virulenci viru, věku hostitele a titru protilátek.

## Diagnostika
Předběžná diagnóza se stanovuje na základě klinických příznaků a pitevního nálezu. Pro reovirovou artritidu svědčí kulhání, oboustranné (bilaterální) zduření šlach ohybače prstů a natahovače metatarzu, podpořené histopatologickým nálezem. Pro konečnou diagnózu je nezbytná izolace a identifikace původce. Při hodnocení výsledků nutno vzít v úvahu všeobecný výskyt reovirů v populaci drůbeže.
Diferenciální diagnostika. Klinicky zjevná reovirová artritida by měla být odlišena od synovitidy způsobované M. synoviae, bakteriálních artritid a anatomických deformací kloubu. Bakteriální infekce se často projevují jednostranným postižením kloubu, ale není to pravidlo. V úvahu přicházejí stafylokokové infekce, případně salmonely, pasteurely nebo červenka. Také patogenní mykoplasmata (M. gallisepticum, M. synoviae, M. meleagridis) mohou způsobovat artritidy. Rozlišení umožňuje kultivace a identifikace bakterií. Kulhání může být způsobeno také virem Markovy nemoci a neinfekčními příčinami, jako jsou rachitida, osteomalacie, spondylolistéza, dyschondroplazie a toxikózy.

## Terapie a prevence
Léčba nemoci není známa. Prevence spočívá v dodržování veterinárně hygienických opatření pro zabránění šíření nákaz v chovech. Ochranné očkování (imunoprofylaxe) se provádí aktivní imunizací kuřic chovného hejna živými apatogenními nebo inaktivovanými vakcínami, příp. jejich kombinací, což zajišťuje vertikální přenos imunity od nosnic na kuřata. Vzhledem k výskytu velkého počtu sérotypů ptačích reovirů v populaci drůbeže není chráněnost vakcinovaných chovů a jejich potomstva jednoznačná. Ve vývoji vakcín i vhodného vakcinačního programu se nadále pokračuje.